# 形而上学 (アリストテレス)
『形而上学』（けいじじょうがく、古希: Μεταφυσικά (τὰ μετὰ τὰ φυσικά) 羅: Metaphysica, 英: Metaphysics）とは、古代ギリシアの哲学者アリストテレスの「第一哲学」に関する著作群を、後世の人間が編纂しまとめた書物。後世において形而上学の基礎となった。

## 「第一哲学」と「形而上学」
本書内でも度々述べられているように、アリストテレス自身は本書で扱われているような「諸存在（万物）の根本的な原因・原理」を考察・探求する学問領域のことを、「第一哲学」（希: ἡ πρώτη φιλοσοφία）等と呼んでいた。
しかしこうした呼称は定着・継承されず、紀元前1世紀にアリストテレスの遺稿の中から主要な講義・研究文献を抜き出して編纂し、今日に伝わる「アリストテレス全集」をまとめ上げた逍遙学派（ペリパトス派）の第11代学頭であるロドスのアンドロニコス等は、アリストテレスの著作を、
1. 論理学
2. 自然学
3. (第一哲学)
4. 倫理学
5. 政治学
6. 制作術（弁論術・詩学）

の順で配置し、「第一哲学」関連著作群は「自然学」関連著作群（希: τὰ φυσικὰ, タ・ピュシカ）の後に配置して、「自然的なものども（自然学著作群）の後（meta）のものども」（希: τὰ μετὰ τὰ φυσικὰ , タ・メタ・タ・ピュシカ）と呼んだ。（紀元前2世紀末の著作目録の記述から、こうした配置・呼称は、もう少し遡った紀元前2世紀末以前の段階で既に成立していたとも考えられる。）
これが後世（5-6世紀以降）に短縮（taが省略）され、本書およびそこに端を発する学問領域は「メタピュシカ」（羅: Metaphysica）と呼ばれるようになり、今日では英語訳で「メタフィジクス」（英: Metaphysics）、漢訳で「形而上学」等と訳され、呼称されている。
ただし、アリストテレスの「第一哲学」が、（『パイドン』『パルメニデス』等にも述べられているように、古代ギリシアの哲学者（愛知者）達、特にプラトンの系譜の学派・学徒たちにとって何より重要だった）「諸存在（万物）の根本的な原因・原理」を巡る、感覚・非感覚・論理・数学・神学などを横断する幅広い包括的な考察であったのに対し、近代以降の「形而上学」は、（「哲学」全般と同じく）「(近代)自然科学」の発展・台頭に伴って、その考察対象・考察領域を狭められたり変質させられたりして行き、認識論など一部の狭い領域に押し込まれた変質した内容となっている点に注意が必要である。

## 構成

### 概要
以下の全14巻から成る。
- 第1巻（Α） - 序論（四原因について） （全10章）
- 第2巻（α） - 心得（全3章）
- 第3巻（Β） - 哲学的問題集（全6章）
- 第4巻（Γ） - 第一義的存在（全8章）
- 第5巻（Δ） - 哲学用語辞典（全30章）
- 第6巻（Ε） - 存在（全4章）
- 第7巻（Ζ） - 実体（全17章）
- 第8巻（Η） - 質料（全6章）
- 第9巻（Θ） - 可能態・現実態（全10章）
- 第10巻（Ι） - 「一」について（全10章）
- 第11巻（Κ） - 諸論要約（全12章）
- 第12巻（Λ） - 不動の動者（全10章）
- 第13巻（Μ） - 非感覚的実体（全10章）
- 第14巻（Ν） - 数（全6章）

これらはそれぞれ別の時期に書かれた論文・講義草稿・講義録の類の集成であり、全体として内容にまとまりがあるとは言い難い。
ただし、
- 第1巻（Α）- 第3巻（Β）- 第4巻（Γ）- 第6巻（Ε）
- 第7巻（Ζ）- 第8巻（Η）- 第9巻（Θ）
- 第10巻（Ι）- 第13巻（Μ）- 第14巻（Ν）

の3群は、それぞれ内容的にまとまりが認められ、紀元前2世紀末の著作目録の記述から、元来この書物はこの10巻構成でまとめられ、
- 第2巻（α）、第5巻（Δ）、第11巻（Κ）、第12巻（Λ）

の4巻は、別の独立した著作が後から補足的に追加・挿入されたものだと考えられる。

### 詳細

#### 第1巻 - 序論（四原因について）
- 第1巻（Α） - 序論（四原因について） （全10章）
  - 第1章 - 全ての人間は「知る」を欲する。人間の知能は感覚・記憶・経験知・技術知を経て知恵に進む。知恵または哲学は、「第一の原因・原理」を対象とする「棟梁的な学」である。
  - 第2章 - 一般的見解における知恵の諸特徴。我々の求める「最高の知恵」（神的な学）の本性と目標。
  - 第3章 - 我々の主張する四原因（形相因・質料因・始動因・目的因） --- 最初の哲学者たちはまず「質料因」を、次に「始動因」を、アナクサゴラスは「目的因」にも気付いた。
  - 第4章 - 彼らの原因の未熟 --- エンペドクレスの二つの相反する「始動因」。彼の「四元素説」とデモクリトスの「原子説」。
  - 第5章 - ピュタゴラス派とエレア派の原因に関する見解 --- ピュタゴラス派では「形相因」（本質）が暗に求められていた。
  - 第6章 - プラトン哲学の起源。プラトンが設定した三種の存在（諸々の「イデア」「感覚的事物」「その中間」）。この哲学では「形相因」と「質料因」の二種のみが原因として考えられた。
  - 第7章 - 四原因に対するこれまでの諸哲学者の態度。
  - 第8章 - ソクラテス以前の諸哲学者の原因の使い方に対する批判。
  - 第9章 - プラトンのイデア説に対する23ヶ条の批判。
  - 第10章 - 結論 --- 以上の考察は、求めるべき原因の種類が、我々の主張する通り四つあり、それ以上でもそれ以下でもないことを確証する。

#### 第2巻 - 心得
- 第2巻（α） - 心得（全3章）
  - 第1章 - 「真理の研究」についての心得。「理論的な学」の目的は「真理」。「原因」と「真理」の認識。
  - 第2章 - 「原因・結果の系列」も「原因の種類」も無限ではない。「原因の種類」は四つあり、「原因の系列」にも「結果の系列」にも限りがある。
  - 第3章 - 「研究方法」についての心得。「研究対象」が異なるに応じて「研究方法」も異なる。

#### 第3巻 - 哲学的問題集
- 第3巻（Β） - 哲学的問題集（全6章）
  - 第1章 - 研究にあたっての「難問」の所在と意義を明らかにしておく必要がある --- 哲学の諸難問（全14問）列挙。
  - 第2章 
    - [第1問] 「ただ一つの学」で「すべての種類の原因」が研究され得るか。
    - [第2問] 「実体についての学」が「論証の諸原理（諸公理）」をも研究するのか。もししないならいかなる学がそれを研究するのか。
    - [第3問] 「ただ一つの学」で「あらゆる種類の実体」が研究され得るか。
    - [第5問] 「実体の学」が「その実体の属性」をも研究するのか。
    - [第4問] 「感覚的でない実体」があるか。あるとすれば何種類あるか。

  - 第3章 
    - [第6問] 「事物の原理」とされるべきはその事物の「類」なのか、「内在的構成要素」なのか。
    - [第7問] 「類」が「原理」であるにしてもそれは「最高の類」であるか、「最低の類」であるか。

  - 第4章 
    - [第8問] 存在するのは「個々の事物」のみか、「別のある何もの」かが存在するのか。
    - [第9問] 「諸原理」は「種」において一つか、「数」において一つか。
    - [第10問] 「消滅的なもの」と「不滅的なもの」の「原理」は同じか否か。
    - [第11問] 「存在」や「一」は存在する事物の「実体」か「属性」か。

  - 第5章 
    - [第14問] 「数学の諸対象」は「実体」か否か。

  - 第6章 
    - （[新たな第15問] なぜ「感覚的事物」や「数学的対象」の他に、「諸々のイデア」が存在するとしなくてはならないのか。）
    - [第13問] 「原理・構成要素」が存在するのは「可能的」にか、「現実的」にか。
    - [第12問] 「原理」は「普遍的」なものか、「個別的」なものか。

#### 第4巻 - 第一義的存在
- 第4巻（Γ） - 第一義的存在（全8章）
  - 第1章 - 「存在としての存在」とその「自体的属性」を対象とする学の必要性。諸存在の「最高の原因」を求める我々の学（第一哲学）は存在を存在として研究しその「第一の諸原理」を求める。
  - 第2章 - それゆえ我々は「第一義的存在」すなわち実体を研究し、その自体的諸属性、一と多、その他それから派生する種々の対立的根本概念を研究せねばならない。この「哲学者の学」は、「弁証家の術」とも「ソフィストの術」とも異なる。
  - 第3章 - また我々の学は実体を研究する他に、論証の諸前提・諸公理、ことに矛盾律についても考えねばならない。
  - 第4章 - 矛盾律に論証を求めるべきではない。矛盾律否定の不可能性は弁駁的に証明される。矛盾律の否定者に対する7つの弁駁。
  - 第5章 - プロタゴラスの感覚的相対主義に対する論難。
  - 第6章 - 相対主義に対する論難の続き。
  - 第7章 - 排中律とその擁護。
  - 第8章 - 全ての立言が真であるのでもなく偽であるのでもない。全ての事物が静止しているのでも運動しているのでもない。

#### 第5巻 - 哲学用語辞典
- 第5巻（Δ） - 哲学用語辞典（全30章）
  - 第1章 - 「アルケー」（始まり、原理、始動因）
  - 第2章 - 「アイティオン」（原因）
  - 第3章 - 「ストイケイオン」（構成要素、元素）
  - 第4章 - 「ピュシス」（自然、実在）
  - 第5章 - 「アナンカイオン」（必然、必要）、「アナンケー」（必然性）
  - 第6章 - 「ヘン」（一つ、一、統一）、「ポラ」（多）
  - 第7章 - 「オーン」（有、存在）
  - 第8章 - 「ウーシア」（実体）
  - 第9章 - 「タウタ」（同じ、同一）、「ヘテラ」（他、異）、「ディアフォラ」（差別、差異、種差）、「ホモイア」（同様、類似）、「アノモイア」（不類似、不同様）
  - 第10章 - 「アンティケイメナ」（対立）、「エナンティア」（反対）、「ヘテラ・トーエイデイ」（種において異なる）、「タウタ・トーエイデイ」（種において同じ）
  - 第11章 - 「プロテロン」（先）、「ヒステロン」（後）
  - 第12章 - 「デュナミス」（能力、可能性）、「デュナトン」（有能、可能）、「アデュナミア」（無能力）、「アデュナトン」（無能、不可能）、幾何学における「デュナミス」（べき、累乗）
  - 第13章 - 「ポソン」（量、分量）
  - 第14章 - 「ポイオン」（性質）
  - 第15章 - 「プロス・ティ」（相対的、関係的、関係）
  - 第16章 - 「テレイオン」（全くの、完全な）
  - 第17章 - 「ペラス」（限り、限界）
  - 第18章 - 「カト・ホ」（それでのそれ）、「カト・ハウト」（それ自らで、自体的に）
  - 第19章 - 「ディアテシス」（状況、配置）
  - 第20章 - 「ヘクシス」（所有、状態）
  - 第21章 - 「パトス」（受動、様態、属性、限定）
  - 第22章 - 「ステレーシス」（欠除）
  - 第23章 - 「エケイン」（持つ、保つ）
  - 第24章 - 「ト・エク・ティノス、エイナイ」（あるものから・・・ある）
  - 第25章 - 「メロス」（部分）
  - 第26章 - 「ホロン」（全体）、「パン」（総体）、「タ・パンタ」（全てのもの）
  - 第27章 - 「コロボン」（毀損された、不具の）
  - 第28章 - 「ゲノス」（種族、類）、「ヘテラ・トー・ゲネイ」（類を異にする）
  - 第29章 - 「プセウドス」（偽、虚偽、誤謬）
  - 第30章 - 「シンベベーコス」（付帯的、偶然的）

#### 第6巻 - 存在
- 第6巻（Ε） - 存在（全4章）
  - 第1章 - 我々が求めるのは「存在としての諸存在」の「原理」や「原因」である。「理論」と「実践」と「制作」。理論学の三部門。「自然学」や「数学」に対して我々の学問は「第一哲学」である。
  - 第2章 - 存在の四義 --- 1.「付帯的存在」、2.「真」としての存在、3.「述語形態」としての存在、4.「可能的存在」と「現実的存在」 --- まず「付帯的存在」について。この存在については認識はあり得ない。
  - 第3章 - 「付帯的存在」のあり方とその原因。
  - 第4章 - 「真」と「偽」。「真」としての存在と「偽」としての非存在。この存在も本来の意味での存在ではなく「第一哲学」の対象から除外されてよい。

#### 第7巻 - 実体
- 第7巻（Ζ） - 実体（全17章）
  - 第1章 - 「述語諸形態」としての諸存在の内、第一義的に存在するのは「実体」である。存在についての我々の研究は何よりも「第一実体」についての研究である。
  - 第2章 - 何が「実体」であるのかについての諸説。検討されるべき諸問題。
  - 第3章 - 一般に「実体」と認められているのは「本質」「普遍」「類」「基体」の四つである。 --- まず「基体」について。実体としての「基体」は「形相」か「質料」か両者の「結合体」（具体的個物）かのどれか。「質料」「結合体」が第一義的な実体ではあり得ない理由。それゆえ我々はまず感覚的事物の「形相」（本質）を研究しよう。
  - 第4章 - 事物の「本質」についての言語形式上および事実上の考察。いかなる事物に「本質」は属するか。「本質」が定義され得るのは何ものか。第一には「実体」である。
  - 第5章 - 「重複的に言われるもの」には「定義」も「本質」もあり得ない。
  - 第6章 - 「事物」とその「本質」とは同じであるか。その「事物」が「付帯的存在」ではなく「自体的な実体」であれば両者は同じである。
  - 第7章 - 「自然による生成」「技術による生成」「自己偶発的生成」。これらの「生成」の諸条件。
  - 第8章 - 「形相」は「生成消滅の過程」にあることなしに存在し、「質料」において現実的に存在する。生成するのは「質料」との「結合体」（具体的個物）であり、その生成の「始動因」は「生成する個物」と同種の「他の個物」に内在する「形相」である。
  - 第9章 - 「自己偶発的生成」が起こる理由。「実体」の生成から以外の生成の諸条件。
  - 第10章 - 「事物の部分」とそれの「説明方式の部分」との関係。「部分」と「全体」との関係。
  - 第11章 - どのような部分が「形相」の部分であり、どのような部分が「結合体」の部分か。
  - 第12章 - 定義が二つの要素（「類」と「種差」）を含むのに一つであるのはなぜか。「類」と「種差」の正しい結合の必要。
  - 第13章 - 「実体」と認められているもの --- 「基体」（質料）と「本質」（形相）とその「結合体」（個物）と「普遍」 --- の内「普遍」は「実体」ではない。「普遍」は「実体」の「述語」であり「属性」である。
  - 第14章 - イデア論者は「各々のイデア」を離れて独立に存在する「実体」であるとしながら、その各々を「類なるイデア」と「種差なるイデア」とから成るものとしているが、これは不可能である。
  - 第15章 - 「個別的」なものは、「感覚的」なそれにせよ、「思惟的」なそれにせよ、「定義」も「論証」もされない。
  - 第16章 - 「感覚的な事物」も多くの部分は「可能的な存在」である。「一」や「存在」は「事物の実体」ではない。
  - 第17章 - 「実体」は一種の「原理・原因」であるが、「真の実体」は「質料」を「一定の存在状態」にあらしめるところの「原因」、すなわち「形相」である。

#### 第8巻 - 質料
- 第8巻（Η） - 質料（全6章）
  - 第1章 - 前巻の要約。一般に実体と認められている感覚的事物は「質料」と「形相」（形式）とその「結合体」に分かれるが、その中で「質料」は事物の転化の基体となる。
  - 第2章 - 「質料」としての実体は可能的存在である。現実的存在としての実体は何か。「差別相」（種差）、「形相」（現実態）の諸相。
  - 第3章 - 事物の名前は「質料」と結合した「個体」を指し示すのか、あるいはその「形相」（現実態）をか。個々の構成要素の他にこれらを結合させる何ものか（形相）が存在する。定義についてのアンティステネスの説への反駁。数と類比的な定義の仕方。
  - 第4章 - 事物の「第一の最も遠い質料」と「最も近い直接の質料」。諸原因の正しい追求の仕方。限定を受けるもの（属性の基体）は「質料」ではなく「具体的個物」である。
  - 第5章 - 事物の転化と「質料」の関係。
  - 第6章 - 定義が一つであることの原因は何か。それは定義における「類」は「種差」の可能態であり、「種差」は「類」の現実態だから。

#### 第9巻 - 可能態・現実態
- 第9巻（Θ） - 可能態・現実態（全10章）
  - 第1章 - 「デュナミスにおける存在」（可能的存在）と「エネルゲイアにおける存在」（現実的存在）について。まず本来の意味での「デュナミス」すなわち「運動の能力」としてのそれ。能動的能力と受動的能力。能力と欠除態。
  - 第2章 - 非理性的能力と理性的能力。理性的能力は反対のものどもの両方に関係し得るが非理性的能力は一方的である。
  - 第3章 - 能力（可能性）を否定するメガラ派の逆説に対する反論。次に新たな意味での「デュナミス」、すなわち現実活動・現実態としての「エネルゲイア」に対する可能力・可能性・可能態としての「デュナミス」について。
  - 第4章 - 無能・不可能・有能・可能などについて。
  - 第5章 - 能力・可能性の獲得方法と、可能性・可能帯が現実化される諸条件について。
  - 第6章 - 「エネルゲイア」に対する「デュナミス」（可能性・可能態）。「エネルゲイア」の二義。すなわち「運動・現実活動」としてのそれと「完了的な現実態」（エンテレケイア）と同義的なそれ。
  - 第7章 - どのような場合に、あるものは他のものの「可能態」であり「質料」であるか。
  - 第8章 - 「現実態」はその説明方式においても、時間的にも、その本質においても、「可能態」より先である。永遠的・必然的な実体は「可能態」において存することなく永遠的な運動にも単なる「可能性」は存しない。
  - 第9章 - 「善の現実態」は「善の可能態」より優り、「悪の現実態」は「悪の可能態」より劣る。幾何学的定理は「現実化」によって発見される。
  - 第10章 - 真としての存在。非複合体および複合体の真と偽について。

#### 第10巻 - 「一」について
- 第10巻（Ι） - 「一」について（全10章）
  - 第1章 - 「一」について。「一」と言われる四つの場合。「一」は主に性質・量の尺度である。諸種の尺度。
  - 第2章 - 「一」はピュタゴラス派やプラトンが説くような「実体」ではなく、自然哲学者たちが説くような「基体」でもない。「一」が「普遍」であるということの論証。「一」は「存在」と同様に普遍的な述語である。
  - 第3章 - 「一」と「多」の対立について。関連する諸概念 --- 「同一性」「類似性」「異他性」「差別性」 --- の解明。
  - 第4章 - 「反対性」は完全に「差別性」である。「反対性」と「欠除態」及び「矛盾的対立」との関係。
  - 第5章 - 「大」と「小」はどのような対立か。「一」に対する反対のものは一つであるが、「等」は同時に「大」と「小」と対立する。
  - 第6章 - 「一」と「多」の対立、「少」と「多」の対立について。
  - 第7章 - 「反対」のものどもの間にある「中間」のものどもについて。それら相互の関係。「反対」のものどもとの関係。それらが「反対」のものどもから成るということについて。
  - 第8章 - 「種」において異なる（差別される）とは何か。「種」における差別性はその「類」の内での差別性であり、「異他性」である。
  - 第9章 - どのような「反対性」があるものには「種」における差別をもたらし、他のものにはもたらさないのか。
  - 第10章 - 「消滅的」なものと「永遠的」（不滅的）なものとは「類」を異にしている。そこからイデア説が排撃される。

#### 第11巻 - 諸論要約
- 第11巻（Κ） - 諸論要約（全12章）
  - 第1章 - 第3巻の第2章-第3章の概要。
  - 第2章 - 第3巻の第4章-第6章の概要。
  - 第3章 - 第4巻の第1章-第2章の概要。
  - 第4章 - 第4巻の第3章の概要。
  - 第5章 - 第4巻の第4章の概要。
  - 第6章 - 第4巻の第5章-第8章の概要。
  - 第7章 - 第6巻の第1章の概要。
  - 第8章 - 第6巻の第2章-第4章の概要。『自然学』第2巻の第5章-第6章からの抄録 --- 偶運について。
  - 第9章 - 『自然学』第3巻の第1章-第3章からの抄録。 --- 可能態、現実態、運動について。
  - 第10章 - 『自然学』第3巻の第4章-第5章・第7章からの抄録。 --- 無限について （現実的に無限なものは存在しないということについて）。
  - 第11章 - 『自然学』第5巻の第1章からの抄録。 --- 転化について、運動について、生成消滅は運動ではないことについて。
  - 第12章 - 『自然学』第5巻の第2章-第3章からの抄録。 --- 「性質」における運動（変化）と「量」における運動（増減）と「場所」における運動（移動）について。実体についての運動はないことについて。場所的・物理的関係を表す諸概念の定義。

#### 第12巻 - 不動の動者
- 第12巻（Λ） - 不動の動者（全10章）
  - 第1章 - 我々の研究対象は実体である。実体は他の全てに優先する。実体の三種 --- 「消滅的・感覚的実体」「永遠的・感覚的実体」「永遠的・不動・非感覚的な実体」。
  - 第2章 - 転化にはその原理として「形相」とその「欠除態」の他に「質料」が必要である。
  - 第3章 - 最後の「質料」や「形相」には生成過程は存しない。各々の実体は同じ名前のものから生成する。生成の四種 --- 「技術」「自然」「偶運」「自己偶発」。実体の三義 --- 「質料」「形相」「結合物」。事物の「始動因」はその事物より先に存在しうるがその「形相」は同時的に存在する。人間のような自然的な事物以外はいかなる事物の「形相」もその事物より先には存在しない。
  - 第4章 - 事物の構成要素はその事物が異なるに応じて「数」的（個別的）には異なるが、その「種」においては同じである。それらは全て三種の構成要素「形相」「欠除態」「質料」を持ち、最近及び最遠の外的な始動因（動者）を持つ。
  - 第5章 - 事物の「可能態」と「現実態」も全ての事物に共通の原理であるが、その仕方は場合が異なるに応じて異なる。
  - 第6章 - 「永遠的・不動・非感覚的な実体」について、こうした不動な実体は存在すべき。永遠的な運動のための「永遠的な動者」が存在すべきであり、この動車はその本質に「可能態」を含まない全くの「現実態」であらねばならない。
  - 第7章 - 永遠的な運動を起こす「第一の永遠的な動者」は、全くの「現実態」であるから、自らは全くの「不変不動な実体」であり、あたかも思惟・欲求の対象が思惟者・欲求者を動かすように、自らは動かないで他の全てを動かす。この「第一の不動の動者」に世界の全ては依存する。これは「善」であり、「生命」であり、不断に自らを思惟・観照している「純粋理性」であり、「神」である。その観照の生活は全く「完全」であり「快」である。
  - 第8章 - 諸天体の運行を司る多くの天球の諸運動のためには、「第一の天球」を動かす「第一の不動の動者」（神）の他に、それだけ多くの「不動の動者」が存在すべきである。エウドクソス・カリッポスの諸天球の設定。アリストテレス自らの設定。その数は「55」または「47」であろう。「第一の不動の動者」はただ一つであり、世界も一つである。
  - 第9章 - 「神の理性」についての問題。その思惟対象はそれ自らであらねばならない。「神の思惟」は「思惟の思惟」である。非質料的・非物質的なものにおいては思惟と思惟対象は同じものである。
  - 第10章 - 「善」は世界の諸事物に対して何であるか。それは「全てに内在する秩序の原理」であると共に、「それらを超越する統一的支配の原理」である。自然哲学者たちの諸見解と難点。

#### 第13巻 - 非感覚的実体
- 第13巻（Μ） - 非感覚的実体（全10章）
  - 第1章 - 「感覚的実体」の他に「不動・永遠的・非感覚的な実体」が存在するか否かの研究。こうした実体として「数学的対象」と「イデア」が挙げられているから検討する。
  - 第2章 - 1.「数学的対象」について。それらは感覚的事物の内にある特定の実体ではなく、感覚的事物から離れて存する実体でもない。
  - 第3章 - それらはただ抽離されて思想の中に存するのみであり、数学的諸学科は感覚的事物をただ数・大きさとして考察する。ただし数学が「美」の考察と無関係であるという非難は不当である。
  - 第4章 - 2.「イデア」について。「イデア」が想定されるに至った理由。「イデア」説の由来。ソクラテスは「普遍」を感覚的事物から離れて存するとはしなかった。「イデア」説批判 --- 「イデア」の想定は感覚的事物の存在理由の説明にはある意味では「余計」であり、ある意味では「不足」である。
  - 第5章 - 「イデア」説批判（つづき） --- 「イデア」の想定は感覚的事物の「転化」を説明し得ない。
  - 第6章 - 3.「数」を「感覚的事物から離れて存する実体」であるとし、「感覚的事物の原因」だとする諸見解について。「数学的数」は比較可能である。「イデア」と「数学的数」を挙げるプラトン説と、「数学的数」のみ挙げるスペウシッポス説などの検討。
  - 第7章 - プラトンの数論、特に「エイドス」的な数について。 --- 各々の数を成す単位が相互に比較可能であるならば、「数学的数」の他に「エイドス的数」はあり得ない。
  - 第8章 - スペウシッポスやピュタゴラス派の実体としての「数」論にも、プラトンと同様の難点がある。 --- いかにして「数」の諸単位が「不定の二」から生成し得ようか。数の系列は無限か有限か。「一」それ自体がいかなる実体であり得ようか。
  - 第9章 - 数学的諸対象、特に「点」「線」「面」「立体」など幾何学的諸対象の生成の原理に関する諸見解の検討。「数」を「一」と「多」から生成するとする説や、「大きさ」を「一」と「多」から生成するとする説への批判。「エイドス的数」に対する批判の総括。再び「イデア」論について --- 「イデア」論者は「イデア」を普遍的なものと同時に個別的なものともしている。
  - 第10章 - 実体をどのような意味で「離れて存するもの」とすべきか。諸実体の原理はどのような意味で普遍的であり、どのような意味で個別的なのか。

#### 第14巻 - 数
- 第14巻（Ν） - 数（全6章）
  - 第1章 - 原理は「反対的に対立するもの」ではあり得ない。プラトン学徒（アカデメイア派）はその原理を反対的に対立するものであるとし、その一方を「質料」（不定の二）であるとした。この説の諸形態。「一」と「多」についての解明。
  - 第2章 - 「永遠的な実体」は構成要素から成るものではあり得ない。パルメニデスが「存在の唯一性」を唱えたのに対してその事実上の「多数性」を説明するのがプラトンの任務だったが、「一」と「不定の二」ではその説明はできなかった。「エイドス的数」も「数学的数」も離れて存する実体ではあり得ない。
  - 第3章 - 「数」を実体であるとする諸見解に含まれる種々の難点について。ピュタゴラス派は数学的諸対象を永遠的なものであるとしながら、他方でそれらを生成するものであるとしている。
  - 第4章 - 事物の構成要素または原理と「善」や「美」の関係について。原理は「善」であるだろうが、「善」は実体ではなくて述語ではないか。もし「一」と「不等」（大小）が原理であるなら、「一」は「善」で「不等」は「悪」か。しかし原理は「善」ではないか。「善」は原理か、原理の結果か。
  - 第5章 - それらは諸々の「数」をいかにしてそれらの原理・構成要素から生成させ得るか。また「数」がいかにして他の存在諸事物の原理であり得るか。要するに「数」はいかなる「数」にせよ事物の「始動因」でもなく「質料」でも「形相」でもなく「目的」でもない。
  - 第6章 -「数」を事物の原理として何の役に立つか。ピュタゴラス派の「数」論について。彼らの考えた「数」と事物事象との関係は「類比的」「比喩的」「空想的」であってそこには因果関係は存在しない。結語。

## 論点

### 四つの原因
純粋に物事の真理を知ろうとする学問の一般的な課題とは、物事の原因の認識であり、第一哲学においても課題は第一原因の究明であると考える。そこで原因は質量因、形相因、目的因、始動因の四種類に区分される。この四つの原因から物事の存在や変化が説明できないのでは、それは最高の知恵をしているとは言えないとアリストテレスは主張する。またアリストテレスは最高の知恵が純粋に高潔であり、神聖であるという特徴を述べている。アリストテレスの見解によれば、タレスやデモクリトス、ピタゴラス、ヘラクレイトス、プラトンなどの哲学者がみな四種類の原因について包括的な説明を試みており、かつ四種類の原因以外の原因があげられなかったことから、アリストテレスは自説の立証を試みる。

### 哲学の課題
アリストテレスは哲学の問題集を作成しており、形而上学の性質に関する問題と形而上学の対象に関する問題がどのようなものであるかを述べている。第一の問題とは存在を存在として研究することにより、その原理を探求することが形而上学によって可能であるのかという問題である。これはアリストテレスが述べる第一哲学が数学の公理や論理学の矛盾などの他の学問における根本的な前提の規則を扱うことが可能であるかどうかという問題である。第二の問題とは第一哲学で想定する存在を、個別的な実体とするのか、もしくは普遍的な実体とするのかという問題である。ここで定められた問題についてアリストテレスは後に考察を加えている。加えて本書では原理、要素、実在、必然、実体、差異、対立、状態などの形而上学において重要とされる諸概念について個別に検討がなされている。ここは執筆段階では本書の他の記事とは別に作成された形而上学における専門用語の辞典的な内容が記されている。

## 日本語訳
- 『世界大思想全集2メタフュジカ』岩崎勉訳　春秋社　1929年
- 『形而上学』 岩崎勉訳 理想社 1942年
- 『アリストテレス全集 12』 出隆訳 河出書房 1956年
- 『アリストテレス　形而上学』 出隆訳 岩波文庫 全2巻 1959年 ISBN 4003360435
- 『アリストテレス全集 12』 出隆訳 岩波書店 1968年
- 『世界の名著8 アリストテレス』 松永雄二、川田殖共訳 中央公論新社 1972年 中公バックス、1979年
- 『形而上学』 岩崎勉訳 講談社学術文庫 1994年